# Michael Rehschuh

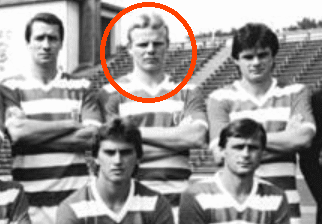
Rehschuh 1983

Michael Rehschuh (* 2. August 1959) ist ein ehemaliger Fußballspieler aus Halle (Saale). Dort spielte er für den Halleschen FC Chemie in der höchsten Spielklasse des DDR-Fußball-Verbandes, der DDR-Oberliga.

## Sportliche Laufbahn
Rehschuh, der 1974 beim Halleschen FC Chemie (HFC) begonnen hatte, war 1975/76 Kapitän der Jugendmannschaft des HFC, die in dieser Saison die Jugend-Meisterschaft des DDR-Fußball-Verbandes gewann. Nachdem der Schüler der Hallenser Kinder- und Jugendsportschule auch die Junioren-Mannschaft des HFC durchlaufen hatte, wurde er zur Saison 1978/79 in die HFC-Nachwuchsmannschaft aufgenommen, mit der er in der DDR-Nachwuchsoberliga spielte. Am vorletzten Spieltag der DDR-Oberliga gab der 1,85 m große Rehschuh sein Erstligadebüt. Im Spiel HFC – Sachsenring Zwickau (3:1) am 3. Mai 1980 wurde der nunmehrige Sportlehrerstudent als Libero eingesetzt. Obwohl auch für die Spielzeit 1980/81 für die Nachwuchsoberliga nominiert, setzte ihn Trainer Peter Kohl von Saisonbeginn an wieder als Libero in der DDR-Oberliga ein. Nach fünf Einsätzen musste er danach aber dem Stammverteidiger Lutz Radtke weichen. Zur Saison 1981/82 wurde Rehschuh offiziell in die erste HFC-Mannschaft aufgenommen. Es gelang ihm jedoch nicht, sich gegen die Stammspieler durchzusetzen, sodass ihm nur die Rolle des Ersatzspielers blieb. In seinen elf Einsätzen dieser Saison spielte er entweder Libero oder Vorstopper. Die folgende Spielzeit 1982/83 bedeutete bereits das Ende von Rehschuhs Oberligakarriere. Er sprang noch achtmal in Folge als Verteidiger ein, die Oberligabegegnung des 10. Spieltages HFC – FC Karl-Marx-Stadt (2:2) am 6. November 1982 war sein letztes Erstligaspiel. 1983/84 nominierte ihn der HFC zwar erneut für die DDR-Oberliga-Mannschaft, er kam in den Punktspielen aber nicht mehr zum Einsatz.
Nachdem Rehschuh das Sportlehrerdiplom erworben hatte, übernahm er in der Saison 1986/87 vertretungsweise das Training der Zweitligamannschaft der SG Dynamo Eisleben. Nach der Wende von 1989 erwarb er die A-Lizenz für Fußball-Lehrer und wurde 1995 Cheftrainer seines früheren Klubs Hallescher FC, der inzwischen den Namenszusatz „Chemie“ abgelegt hatte. Zu diesem Zeitpunkt spielten die Hallenser nur noch in der fünfklassigen Verbandsliga Sachsen-Anhalt. 1997 gelang es Rehschuh, den HFC in die Amateurliga zu führen, verließ danach aber den Verein. 2001 wurde Rehschuh noch einmal als Fußballtrainer überregional bekannt, als er das Training der SG Union Sandersdorf in der Verbandsliga Sachsen-Anhalt übernahm. Dort war er bis zu seiner Entlassung wegen Erfolglosigkeit im Februar 2008 tätig.
Als Freizeitkicker war Rehschuh noch bis zum Ende der 1990er Jahre beim Zörbiger FC aktiv. In Zörbig hatte er sich mit seiner Familie 1994 niedergelassen. Das Landesverwaltungsamt in Halle stellte ihn Schulsportkoordinator an, und der Kreisfachverband Fußball des Landkreises Anhalt-Bitterfeld wählte ihn zum Vorsitzenden für Aus- und Weiterbildung.